# Aage Birch
Aage Birch (Søllerød, 1926. szeptember 23. – 2017. február 13.) olimpiai ezüstérmes dán vitorlázó.

## Pályafutása
Az 1968-as mexikóvárosi olimpián sárkányhajóban ezüstérmet szerzett a Chock nevű hajóval. Csapattársai Poul Jensen és Niels Markussen voltak.

## Sikerei, díjai
- Olimpiai játékok
  - ezüstérmes: 1968, Mexikóváros – sárkányhajó